# Licem u lice (strip)
Licem u lice je sveska Zagora objavljena u svesci #187. u izdanju Veselog četvrtka. Na kioscima u Srbiji se pojavila 2. juna 2022. Koštala je 350 din (2,9 €; 3,36 $). Imala je 94 strane. Sveska je 2. deo epizode, koja je započela u #186. pod nazivom Krv Kajova. Epizoda se završava na strani 40, na kojpj počinje nova epizoda, koja se nastavlja u svesci Mutantova kći (#188).

## Originalna epizoda
Originalna sveska pod nazivom Faccia a faccia objavljena je premijerno u #655. regularne edicije Zagora u izdanju Bonelija u Italiji 2. februara 2020. Epizodu je nacrtao Đovito Nučo, a scenario napisao Jakopo Rauk. Naslovnu stranu je nacrtao Alesandro Pičineli. Svaka sveska koštala je 3,9 €. 

## Repriza
Ova epizoda je već bila objavljena u novoj Zlatnoj seriji #20. pod nazivom Povratak Zimske Zmije.

## Kratak sadržaj glavne epizode
Pogledati odrednicu Povratak Zimske Zmije.

## Kratak sadržaj nove epizode
Na str. 40 počinje nova epizoda, koja se nastavlja u sledeće tri sveska (#188-190).
Sofi Rendal, ćerka mutanta Skala, pobegla je iz duševne bolnice u Vustreu nakon što ju je iznenadad probudio telepatski "glas" njenog oca, čija je glava sa dva mozga odvojena od tela posle njegove smrti. Glava se čuva u naučnom institutu u posudi u rastvoru etanola. U nameri da pronađe oca, Sofi kreće u potragu za Zagorom, jer je ubeđena da on zna gde se nalazi. Njene moći su veoma velike i ona jedva uspeva da ih kontroliše. Zagor i profesor Bariman (koji je lečio Sofi) kreću u poteru za njom.

## Ranija pojavljivanja Zimske Zmije
Zimska Zmija se pojavljuje treći put u serijalu o Zagoru. Prvi put u originalnoj Zlatnoj seriji #336 u epizodi Zimska Zmija, koja je imala četiri nastavka. Zimska Zmija se naredni put pojavio u 2. epizodi Zagor protiv Zagora iz 1985. godine.

## Prethodna i naredna epizoda
Prethodna sveska Zagora nosila je naslov Krv Kajova (#186), a naredna Mutantova kći (#188).